# Venturia ocypeta
Venturia ocypeta är en stekelart som först beskrevs av Ian D. Gauld 1984.  Venturia ocypeta ingår i släktet Venturia och familjen brokparasitsteklar. Inga underarter finns listade i Catalogue of Life.